# Tannhausen
Tannhausen è un comune tedesco di 1 851 abitanti situato nel land del Baden-Württemberg.